# Oxycera pulchella
Az Oxycera pulchella a rovarok (Insecta) osztályának a kétszárnyúak (Diptera) rendjébe, ezen belül a légyalkatúak (Brachycera) alrendjébe és a katonalégyfélék (Stratiomyidae) családjába tartozó faj.

## Előfordulása
Az Oxycera pulchella mindenütt előfordul, és helyenként nem ritka. Feltűnő színezete ellenére sem könnyű felfedezni.

## Megjelenése
Az Oxycera pulchella egy kisebb termetű katonalégyfaj, testhossza 8-9 milliméter. Feje csaknem gömb alakú, nagy szemekkel és rövid csápokkal. Potroha lapított, korong alakú, körülbelül olyan hosszú, mint a tor, de lényegesen szélesebb. Teste fekete színű, gyengén szőrös és erősen fénylő. A potrohon citromsárga foltok vannak: a 3. és 4. szelvényen nagy, ferdén álló oldalfoltok, a potroh csúcsán pedig egy előreirányuló, háromszögletű folt. A tor ugyancsak sárgán foltos. A sárga pajzsocskán két hosszú, fekete hegyű tüske látható.

## Életmódja
Az Oxycera pulchella iszapos, növényekkel dúsan benőtt tócsák és forráskifolyók lakója. A lárvák vízben fejlődnek, mohákon, növénymaradványokon élnek, a kifejlett legyek a parti növényzetben tartózkodnak.
Repülési ideje júniustól augusztus végéig tart.

## Rokon fajok
Az Oxycera nembe számos faj tartozik. Mindegyik fajnak, a sárga rajzolat más elrendeződésű.